# 腾讯手机管家
腾讯手机管家是腾讯公司推出的一款android及iOS操作系统下的手机安全管理软件。功能主要有病毒查杀、清除垃圾缓存、流量监控、骚扰拦截、软件管理等。
2013年6月12日，手机防盗功能上出现WooYun-2013-22696的逻辑错误。后反馈厂家证实为设计功能错误，进行了产品修正。
2021年5月10日，腾讯手机管家等84款App被国家网信办点名，涉及个人信息收集使用情况。

### 清理主题曲
| 曲序 | 曲目                     |        | 作曲 | 演唱 |
| ---- | ------------------------ | ------ | ---- | ---- |
| 1.   | 垃圾别烦我（清理主题曲） | 流水纪 | 朱鸽 | 周深 |